# Terpna ornataria
Terpna ornataria är en fjärilsart som beskrevs av Moore 1888. Terpna ornataria ingår i släktet Terpna och familjen mätare. Inga underarter finns listade i Catalogue of Life.